# Lucia Stefanel
Lucia Stefanel (* 21. September 1963 in Italien) ist eine deutsche Schauspielerin italienischer Herkunft.

## Leben
Stefanel absolvierte ihre Schauspielausbildung von 1987 bis 1990 an der Berliner Theaterschule Meyer/Lehmann, an der Hochschule für Bühnenkunst Ernst Busch und an der Hochschule für Filmkunst in Potsdam/Babelsberg.
Sie hatte verschiedene Theaterengagements in Berlin, u. a. an der Berliner Compagnie (Spielzeit 1990/91, als Polin Miriam Walanjuk in Die Aussiedlerin), an der Neuköllner Oper (1991), beim freien Theaterensemble des Zan Pollo-Theaters (Spielzeit 1992/93, in Der Waldschrat, Graf Öderland und Erben)  und am Stükke-Theater (1993, in Tod, Liebe, Verklärung von Ulrich Woelk).
Nach ihrer Mitwirkung in dem Musikfilm Die Stadt (1983), in dessen Mittelpunkt u. a. der Musiker Nick Cave stand, wirkte Stefanel seit Anfang/Mitte der 1990er Jahre in Kinofilmen, Fernsehfilmen und Fernsehserien mit. Sie verkörperte dabei fast ausschließlich immer südländische Charaktere, oft mit Migrationshintergrund. Im deutschen Fernsehen hatte sie zunächst Episodenrollen u. a. in den Fernsehserien Wolffs Revier (1993; 1994) und Lindenstraße (1995). 1997 hatte sie eine Nebenrolle als Italienerin Anna Mancotti in dem Fernsehfilm Winterkind von Margarethe von Trotta. 2002 folgte eine Nebenrolle als Kartenverkäuferin in Dominik Grafs Kinofilm Der Felsen.
2005 hatte sie eine wiederkehrende Serienrolle als Filomena Fabri, die Ex-Frau des Eisdielen-Inhabers Pino Fabri und Stiefmutter des Schülers Silvio, in der Kinderserie Schloss Einstein. In dem Münchner Tatort-Krimi Das verlorene Kind (Erstausstrahlung: November 2006) spielte sie die Rolle der Italienerin und Café-Besitzerin Frau Donatelli. In der Telenovela Anna und die Liebe war sie 2009 in den Folgen 99 bis 114 die Wahrsagerin Consuela Greco, die Tante der Rollenfigur Paloma Greco.
Stefanel hatte außerdem Episodenrollen u. a. in den Serien Adelheid und ihre Mörder (2000; als Anna, Witwe des ermordeten italienischen Ristorantebesitzers Franco), Edel und Starck (2002; als Prostituierte Rosi), in Im Visier der Zielfahnder (2002), Ein Fall für zwei (2005), und Flemming (2009).
Im Mai 2015 war sie in dem Fernsehfilm Zwei Esel auf Sardinien in der „Herzkino“-Reihe des ZDF zu sehen. Sie spielte die italienische Polizistin und ehemalige Miss Sardinien 1992, Gabriella Cardinale. In der TV-Reihe Der Zürich-Krimi hatte Stefanel im 4. Film der Reihe Borchert und die Macht der Gewohnheit (Erstausstrahlung: Februar 2018) eine Nebenrolle als Putzfrau Carlotta, die als Zeugin befragt wird.
Stefanel ist staatlich geprüfte Logopädin. Sie arbeitet neben ihrer Schauspiel- und Sprechertätigkeit seit 2007 als Logopädin in Berlin-Schöneberg und Berlin-Wilmersdorf mit den Schwerpunkten Sprachentwicklungsstörungen, Legasthenie, Myofunktion, Aphasie und Dysarthrie.
Stefanel lebt in Berlin.

## Filmografie (Auswahl)
- 1983: Die Stadt (Kinofilm; Musikfilm)
- 1986: 50 contre 1 (Kurzfilm)
- 1993: Barmherzige Schwestern (Fernsehfilm)
- 1993: Mein Mann ist mein Hobby (Fernsehfilm)
- 1993: Wolffs Revier (Folge: Die Spinne); Fernsehserie
- 1994: Wolffs Revier (Folge: Palermo ist nah); Fernsehserie
- 1995: Lindenstraße (Fernsehserie)
- 1997: Winterkind (Fernsehfilm)
- 2000: Adelheid und ihre Mörder (Folge: Rundum sorglos e.V.); Fernsehserie
- 2002: Der Felsen (Kinofilm)
- 2002: Edel und Starck (Folge: Das Soufflee der Götter); Fernsehserie
- 2002: Im Visier der Zielfahnder (Folge: Familienurlaub); Fernsehserie
- 2005: Schloss Einstein (Fernsehserie)
- 2005: Ein Fall für zwei (Folge: Die Macht der Liebe); Fernsehserie
- 2006: Tatort: Das verlorene Kind (Fernsehfilm)
- 2009: Flemming (Folge: Das hohe Lied); Fernsehserie
- 2009: Anna und die Liebe (Telenovela)
- 2015: Zwei Esel auf Sardinien (Fernsehfilm)
- 2018: Der Zürich-Krimi: Borchert und die Macht der Gewohnheit (Fernsehreihe)
- 2019: Bella Germania (Fernsehfilm)